# Preriokur wyżynny
Preriokur wyżynny (Centrocercus minimus) – gatunek ptaka z rodziny kurowatych (Phasianidae). Występuje endemicznie w Wielkiej Kotlinie w Ameryce Północnej.
Z wyglądu jest niemal identyczny z blisko spokrewnionym preriokurem ostrosternym (C. urophasianus). Różni się jednak od niego mniejszym o około jedną trzecią ciałem, grubszymi piórami za głową i znacznie mniej złożonymi tańcami zalotnymi koguta podczas toków. Długość ciała 46–56 cm, masa ciała 990–2435 g.
Zasięg jego występowania ograniczony jest do południowo-zachodniej części Kolorado i południowo-wschodniej części Utah, z dużą populacją w dolinie rzeki Gunnison (stąd jego angielska nazwa zwyczajowa: Gunnison Sage-Grouse). Pomimo że jest rodzimym ptakiem kraju, w którym awifauna jest ogólnie dobrze poznana, był niezauważany aż do lat 90. XX w., głównie za sprawą wysokiego podobieństwa do preriokura ostrosternego i został opisany jako nowy gatunek w 2000 r. – stając się pierwszym nowym gatunkiem ptaka z USA, opisanym od XIX w.
Status
Międzynarodowa Unia Ochrony Przyrody (IUCN) uznaje preriokura wyżynnego za gatunek zagrożony (EN – endangered) nieprzerwanie od 2000 roku. Liczebność populacji w 2005 r. szacowano na około 1700  dorosłych osobników. Trend liczebności populacji jest spadkowy.